# Pararge iranica
Pararge iranica är en fjärilsart som beskrevs av Riley 1921. Pararge iranica ingår i släktet Pararge och familjen praktfjärilar. Inga underarter finns listade i Catalogue of Life.